# Parc national de Kazuma Pan
 Le parc national de Kazuma Pan est situé à l'extrême nord-ouest du Zimbabwe, à la frontière du Botswana, à une courte distance au nord-ouest du parc national Hwange. D'une superficie d'environ 313 km², il offre une bonne visibilité sur l'une des rares zones de paysages de plaines du Zimbabwe, et présente des populations de mammifères clairsemées mais importantes.

## Faune et flore
Kazuma Pan est un espace de nature sauvage pratiquement intacte avec un paysage ouvert de plaines herbeuses qui rappelle les grandes plaines d'Afrique de l'Est et est donc différent des paysages de brousse ou de forêt habituels du Zimbabwe. Dans le parc, il y a une série de lacs asséchés, dont certains sont maintenus remplis en continu par de l'eau pompée à partir de forages pendant la saison sèche. Cette source d'eau permanente fait que de grandes concentrations d'animaux sauvages migrent de façon saisonnière entre le Botswana et le Zimbabwe, en particulier vers la fin de la saison sèche de septembre jusqu'aux premières pluies de novembre ou décembre.
La faune à voir dans le parc national de Kazuma Pan comprend le lion, le léopard, la girafe du Sud, le zèbre commun, l'oryx gazelle, l'antilope rouanne, l'antilope noire, le sassabi, l'éland et le grand cobe des roseaux. L'éléphant d'Afrique et le buffle d'Afrique sont présents en grand nombre vers la fin de la saison sèche lorsque l'eau est rare ailleurs. Le rhinocéros blanc peut également être vu fréquemment. Une espèce spéciale du parc national de Kazuma Pan est l'oribi, une petite antilope, qui est plutôt rare au Zimbabwe. Le guépard ou le lycaon sont toujours présents bien que rares, mais les lions sont assez communs.
Une grande partie du parc est constituée de prairies, bordées de forêts de mopane et de sable du Kalahari. Il existe une série de lacs inondés de façon saisonnière dans le sud-ouest du parc qui attire une grande variété d'oiseaux aquatiques. Le systèmes des lacs est également un habitat idéal pour une grande variété d'oiseaux aquatiques, notamment des cigognes, des grues couronnées, des cormorans, des canards et des martins-pêcheurs.
Kazuma Pan a été proclamé parc national en 1949, mais a été déclassé en 1964 car aucun développement n'avait eu lieu. Il a retrouvé son statut de parc national en vertu de la Parks and Wild Life Act (1975). Il n'y a pas d'hébergement dans le parc, mais le camping est autorisé dans deux campings non aménagés, avec la permission du ministère des Parcs nationaux et de la Gestion de la vie sauvage.

## Remarque
Ce parc est considéré comme inclus dans la zone de conservation transfrontalière du Kavango-Zambèze.